# Still the King
Still the King es una serie de televisión estadounidense de comedia, creada por Travis Nicholson, Potsy Ponciroli y Billy Ray Cyrus. La protagonizan Billy Ray Cyrus, Joey Lauren Adams, Madison Iseman, Travis Nicholson, Lacey Chabert y Leslie David Baker. Fue estrenada el 12 de junio de 2016, en CMT. El 27 de julio de 2016, CMT renovó Still the King para una segunda temporada de 13 episodios. La serie fue cancelada el 17 de noviembre de 2017, luego del final de la segunda temporada.

## Elenco
- Billy Ray Cyrus como Vernon Brownmule.[5]
- Joey Lauren Adams como Debbie Lynn Cooke.[5]
- Madison Iseman como Charlotte.[5]
- Travis Nicholson como Walt.[5]
- Lacey Chabert como Laura Beth.[5]
- Leslie David Baker como Curtis.[5]
- Kevin Farley como Mitch Doily.[5]
- Jon Sewell como Ronnie.[5]